# Zeuxine rolfiana
Zeuxine rolfiana är en orkidéart som beskrevs av George King och Robert Pantling. Zeuxine rolfiana ingår i släktet Zeuxine och familjen orkidéer. Inga underarter finns listade i Catalogue of Life.